# دهستان صالح‌آباد (بهار)
دهستان صالح‌آباد (بهار) نام دهستانی در بخش صالح‌آباد شهرستان بهار، استان همدان در ایران است، که اکثرا به زبان  ترکی آذربایجانی تکلم می‌کنند. براساس سرشماری مرکز آمار ایران در سال ۱۳۸۵، جمعیت آن ۱۰۷۶۷ نفر (۲۴۳۸ خانوار) بوده‌است.